# 栗培初
栗培初（?—?），字养元，山西長治縣人，清朝政治人物、同進士出身。
乾隆元年（1736年）丙辰科進士，官直隸平谷縣知县。去官後歸鄉主讲于上党书院。